# Ecclesia in Europa
Ecclesia in Europa ( La Iglesia en Europa ) es una exhortación apostólica post sinodal escrita por el Papa Juan Pablo II, publicada el 28 de junio de 2003. La exhortación sigue a la Asamblea Especial para Europa del Sínodo de los Obispos, que se llevó a cabo durante el 1 al 23 de octubre de 1999. Se dirige a la Iglesia en Europa .
El documento se organizó como un tema de esperanza sobre la Iglesia católica en Europa . Sus textos bíblicos fundamentales fueron tomados del Libro de Apocalipsis
Ecclesia in Europa reconoció con franqueza que Europa estaba a punto de convertirse en un continente poscristiano, en el sentido de que ahora el Evangelio debe llevar su "mensaje de esperanza a una Europa que parece haberla perdido de vista"

## Sínodos continentales en preparación para el gran jubileo de 2000
Como parte de la preparación para el Gran Jubileo del Año 2000, el Papa Juan Pablo II convocó cinco sínodos especiales de obispos para considerar la situación de la Iglesia católica en cada uno de los cinco continentes: África, América , Asia , Oceanía y Europa. Los sínodos desarrollaron respuestas a los desafíos de santidad, evangelización y servicio que enfrenta la iglesia en cada región en este hito de la historia. Los sínodos prepararon a la Iglesia para el año 2000 y el tercer milenio promoviendo una “ Nueva evangelización ”

## Apelación relacionada con la Constitución pendiente de la Unión Europea
El Papa Juan Pablo II presionó para que se hiciera referencia a las raíces culturales cristianas de Europa en el borrador de la Constitución europea. En Ecclesia in Europa, Juan Pablo II escribió que "respetó plenamente la naturaleza secular de las instituciones (europeas)". Sin embargo, quería que la Constitución de la UE consagrara los derechos religiosos, incluido el reconocimiento de los derechos de los grupos religiosos a organizarse libremente y disfrutar del estatus legal que disfrutan las instituciones religiosas en los Estados miembros individuales. "Deseo una vez más hacer un llamamiento a quienes redactan el futuro Tratado Constitucional Europeo para que incluya una referencia a la religión y, en particular, a la herencia cristiana de Europa", dijo Juan Pablo II.